# Olimpiada (Baranowa)
Olimpiada, nazwisko świeckie Baranowa (ur. 1950 we Władywostoku) – rosyjska mniszka prawosławna, od 1992 przełożona stauropigialnego monasteru Opieki Matki Bożej w Chotkowie.

## Życiorys
Urodziła się we Władywostoku, ale jeszcze w dzieciństwie razem z rodzicami przeprowadziła się do obwodu saratowskiego. W 1970 rozpoczęła naukę w szkole medycznej w Moskwie, a po jej ukończeniu pracowała w Zagorsku jako pielęgniarka. Duży wpływ na jej późniejszą decyzję o wstąpieniu do klasztoru miało uczęszczanie na nabożeństwa do położonej w mieście Ławry Troicko-Siergijewskiej. W 1980 wstąpiła do monasteru Trójcy Świętej i św. Sergiusza z Radoneża w Rydze jako posłusznica. Pozostawała pod opieką duchową przełożonej wspólnoty ihumeni Magdaleny. Jej postrzyżyn mniszych dokonał metropolita ryski Leonid. W monasterze pełniła różne obowiązki w kuchni, refektarzu, przy wyrabianiu świec cerkiewnych, następnie była dziekanką wspólnoty.
W 1992 patriarcha moskiewski i całej Rusi Aleksy II wyznaczył ją na pierwszą przełożoną restytuowanego po kilkudziesięcioletniej przerwie monasteru Opieki Matki Bożej w Chotkowie. W 1993 otrzymała godność ihumeni.